# Ruch Odbudowy Polski
De Beweging voor de Wederopbouw van Polen (ROP) (Pools: Ruch Odbudowy Polski) was een rechtse partij, die in de jaren 1995-2012 in Polen heeft bestaan en geleid werd door oud-premier Jan Olszewski. De partij had een anticommunistisch, nationalistisch en eurosceptisch programma, beriep zich op  katholieke waarden en stond in sociaal-economisch opzicht eerder links van het midden.

## Geschiedenis
De partij werd opgericht op 18 november 1995 naar aanleiding van de presidentsverkiezingen, waarin voormalig premier Jan Olszewski op de vierde plaats was geëindigd. Naast het kiescomité van Olszewski gingen ook drie partijen op in de ROP, die stuk voor stuk geleid werden door voormalige leden van de regering-Olszewski: de Beweging voor de Republiek (RdR) (ontstaan als afsplitsing van de Centrumalliantie) van Olszewski zelf, de Beweging voor de Derde Republiek (RTR) van oud-minister van defensie Jan Parys en Poolse Actie (Akcja Polska) van oud-minister van binnenlandse zaken Antoni Macierewicz. 
Omdat de ROP het aanvankelijk erg goed deed in de peilingen, besloot de partij niet toe te treden tot de centrumrechtse coalitie Verkiezingsactie Solidariteit (AWS), waaraan door meer dan dertig partijen en organisaties werd deelgenomen. Bij de parlementsverkiezingen van 1997 behaalde de ROP echter slechts 6,56% van de stemmen, goed voor 6 van de 460 zetels in de Sejm en 5 van de 100 zetels in de Senaat. Als kleinste fractie kwam de partij in de oppositie tegen de regering van Jerzy Buzek.
Bij de parlementsverkiezingen van 2001 werden twee leden van de ROP, onder wie Olszewski zelf, in de Sejm gekozen op de lijst van de Liga van Poolse Gezinnen (LPR).
Aan de parlementsverkiezingen van 2005 werd door de inmiddels gemarginaliseerde ROP deelgenomen als onderdeel van de coalitie Patriottische Beweging (Ruch Patriotyczny), waartoe ook twee andere kleine partijen behoorden: het Verbond voor Polen (PdP) van oud-minister Gabriel Janowski en de Katholiek-Nationale Beweging (RKN) van Antoni Macierewicz, die in 1997 uit de ROP was gestapt. Deze behaalde uiteindelijk 1,05% van de stemmen, lang niet genoeg voor een zetel. Wel gingen leden van de Patriottische Beweging samenwerken met de partij Recht en Rechtvaardigheid (PiS) en kregen Olszewski en Macierewicz hoge functies in het staatsapparaat. Bij de parlementsverkiezingen van 2007 stonden enkele leden van de ROP en de RKN op de lijst van de PiS, hetgeen tot twee zetels in de Sejm en één in de Senaat leidde. Olszewski zelf lukte het niet een Senaatszetel te bemachtigen. Ook bij de parlementsverkiezingen van 2011 kwamen twee leden van de ROP in het parlement, een in de Sejm en een in de Senaat.
Op 20 januari 2011 trad Olszewski terug als leider van de ROP. Hij werd opgevolgd door senator Stanisław Gogacz. Anderhalf jaar later, op 23 juni 2012, hief de ROP zichzelf op en riep haar leden op lid te worden van de PiS.